# Sólo mía
Sólo mía is een Spaanse film uit 2001, geregisseerd door Javier Balaguer.

## Verhaal
Ángela ontmoet de charmante Joaquín en wordt verliefd. Een paar maanden daarna trouwen en niet veel later raakt ze in verwachting. Beide zijn ze zielsgelukkig. Alles verandert op de dag dat hij voor het eerst tegen haar schreeuwt en haar begint te slaan, en Ángela de ware aard van Joaquín ontdekt.

## Rolverdeling
| Acteur              | Personage      |
| ------------------- | -------------- |
| Sergi López         | Joaquín        |
| Paz Vega            | Angela         |
| Elvira Mínguez      | Andrea         |
| Alberto Jiménez     | Alejandro      |
| María José Alfonso  | Madre Ángela   |
| Beatriz Bergamín    | Cuñada Ángela  |
| Asunción Balaguer   | Tía Ángela     |
| Ginés García Millán | Hermano Ángela |
| Blanca Portillo     | Abogada        |

## Ontvangst

### Prijzen en nominaties
Een selectie:
| Jaar | Evenement                      | Categorie                  | Genomineerde              | Resultaat   |
| ---- | ------------------------------ | -------------------------- | ------------------------- | ----------- |
| 2002 | Premios Goya (16de uitreiking) | Beste acteur               | Sergi López               | Genomineerd |
| 2002 | Premios Goya (16de uitreiking) | Beste actrice              | Paz Vega                  | Genomineerd |
| 2002 | Premios Goya (16de uitreiking) | Beste debuterend regisseur | Javier Balaguer           | Genomineerd |
| 2002 | Premios Goya (16de uitreiking) | Beste origineel nummer     | Clara Montes ("Sólo mía") | Genomineerd |